# Liga Sfântă (1684)
Liga Sfântă (1684) a fost o alianță formată între Sfântul Imperiu Roman, Polonia și Republica Venețiană care a luptat împotriva Imperiului Otoman în Războiul dintre Liga Sfântă și Imperiul Otoman (cunoscut și ca „Marele Război Turcesc”).